# Paide Linnameeskond
Paide Linnameeskond é um clube estoniano de futebol, fundado em 1990, com sede em Paide.